# Congregazione dell'immunità ecclesiastica
La Congregazione dell'immunità ecclesiastica, in latino Congregatio immunitatis, era un organismo della Curia romana, oggi soppresso. 

## Storia
La Congregazione fu fondata da papa Urbano VIII, vivae vocis oraculo, nel 1626 e tenne la sua prima riunione il 28 maggio.
Aveva il compito di esaminare ogni controversia attinente alla violazione della giurisdizione e dei privilegi ecclesiastici ad opera dei tribunali laici (cosiddetta immunità religiosa). Le sue prerogative furono rafforzate e precisate dalle costituzioni Ex quo di papa Benedetto XIII (8 giugno 1725), In supremo di papa Clemente XII (1º febbraio 1735), Officii nostri di papa Benedetto XIV (15 marzo 1750) e Praestat Romanum Ponteficem di papa Clemente XIII (27 settembre 1766).
Il dicastero era composto da un cardinale prefetto, da un segretario, da un sostituto e da nove prelati della Curia.
A causa della progressiva perdita d'importanza dell'istituto delle immunità ecclesiastiche per l'affermarsi del diritto pubblico e della prassi dei concordati (che erano sotto la giurisdizione della Congregazione per gli affari ecclesiastici straordinari), papa Gregorio XVI procedette ad una restrizione delle sue attribuzioni con un nuovo regolamento, pubblicato il 5 novembre 1831, e con un motu proprio del 10 novembre 1834.
Alla morte del suo ultimo prefetto, Filippo Maria Guidi, nel 1879 la congregazione venne unita da papa Leone XIII alla Congregazione del Concilio, che ne assunse infine le competenze con la sua soppressione il 29 giugno 1908 ad opera di papa Pio X.

## Elenco dei prefetti
- Ottavio Bandini (28 maggio 1626 - 1º agosto 1629 deceduto)
- Giovanni Garzia Mellini (1º agosto - 2 ottobre 1629 deceduto)
- Berlinghiero Gessi (2 ottobre 1629 - 6 aprile 1639 deceduto)
- Giovanni Battista Pamphilj (6 aprile 1639 - 15 settembre 1644 eletto papa col nome di Innocenzo X)
- Marzio Ginetti (15 settembre 1644 - 1º marzo 1671 deceduto)
- Federico Borromeo (1º marzo 1671 - 18 febbraio 1673 deceduto)
- Gaspare Carpegna (21 settembre 1676 - 6 aprile 1714 deceduto)
- Giambattista Spinola (6 aprile 1714 - 1º gennaio 1716 dimesso)
- Sebastiano Antonio Tanara (1º gennaio 1716 - 5 maggio 1724 deceduto)
- Francesco del Giudice (5 maggio 1724 - 10 ottobre 1725 deceduto)
- Fabrizio Paolucci (10 ottobre 1725 - 12 giugno 1726 deceduto)
- Giorgio Spinola (4 luglio 1726 - 17 gennaio 1739 deceduto)
- Giacomo Lanfredini (15 maggio 1739 - 16 maggio 1741 deceduto)
- Giovanni Battista Spinola (15 giugno 1741 - 20 agosto 1752 deceduto)
- Raniero d'Elci (20 agosto 1752 - 22 giugno 1761 deceduto)
- Gaetano Fantuzzi (1º agosto 1761 - 1º ottobre 1778 deceduto)
- Gennaro Antonio de Simone (1º febbraio 1779 - 16 dicembre 1780 deceduto)
- Vitaliano Borromeo (1º luglio 1781 - 7 giugno 1793 deceduto)
- Luigi Valenti Gonzaga (7 giugno 1793 - 29 dicembre 1808 deceduto)
- Bartolomeo Pacca (7 gennaio 1809 - 29 novembre 1818 nominato prefetto della Congregazione dei vescovi e regolari)
- Emmanuele De Gregorio (29 novembre 1818 - 6 maggio 1820 nominato prefetto della Congregazione del concilio)
- Annibale della Genga (6 maggio 1820 - 28 settembre 1823 eletto papa col nome di Leone XII)
  - Sede vacante (1823-1826)
- Carlo Maria Pedicini (1º ottobre 1826 - 2 luglio 1830 nominato prefetto della Congregazione dei riti)
- Giacomo Filippo Fransoni (2 luglio 1830 - 21 novembre 1834 nominato prefetto di Propaganda Fide)
- Benedetto Barberini (21 novembre 1834 - 10 aprile 1863 deceduto)
- Fabio Maria Asquini (24 aprile 1863 – 6 settembre 1872 dimesso)
- Filippo Maria Guidi (6 settembre 1872 - 27 febbraio 1879 deceduto)
- Prospero Caterini (27 febbraio 1879 – 28 ottobre 1881 deceduto)
- Lorenzo Nina (7 novembre 1881 – 25 luglio 1885 deceduto)
- Luigi Serafini (31 luglio 1885 – 19 giugno 1893 nominato segretario dei Brevi Apostolici)
- Angelo Di Pietro (20 giugno 1893 – 20 giugno 1902 dimesso)
- Vincenzo Vannutelli (28 luglio 1902 – 29 giugno 1908)

## Elenco dei Segretari
- Bernardino Rocci (1º gennaio 1657 - 22 novembre 1661)
- Francesco Martelli (1º ottobre 1686 - 27 luglio 1691)
- Nicola Grimaldi (11 dicembre 1701 - 17 maggio 1706)
- Prospero Marefoschi (1º luglio 1706 - 20 dicembre 1724)
- Giuseppe Maria Feroni (1º gennaio 1728 - 1º aprile 1737)
- Ludovico Maria Torriggiani (1º aprile 1737 - 9 settembre 1743)
  - Giovanni Francesco Albani (9 settembre 1743 - 10 aprile 1747) (pro-segretario)
- Alessandro Alberoni Faroldi (1751 - 1759)
- Leonardo Petrucci (1760 - 1762)

...
- Giovanni Francesco Maria Cacherano di Bricherasio (agosto 1790 - 1798)

...
- Giovanni Battista Zauli (5 novembre 1800 - 8 marzo 1816)
- Giovanni Francesco Falzacappa (9 marzo 1816 - 21 novembre 1816)
- Silvestro Barbagnati (21 novembre 1816 - 10 marzo 1823)
- Francesco Marcelli (10 marzo 1823 - 1º ottobre 1833)
- Fortunato Maria Zamboni (1º ottobre 1833 - 15 gennaio 1842)
- Stefano Scerra (15 gennaio 1842 - 1851)
- Marino Marini (1852 - 1855)

...
- Salvatore Nobili Vitelleschi (8 giugno 1858 - 21 dicembre 1863 nominato vescovo di Osimo e Cingoli)

...